# Ягодкіна Євдокія Григорівна
Євдокія Григорівна Ягодкіна (1913, село Старовірівка, тепер Нововодолазького району Харківської області — ?) — українська радянська діячка, 1-й секретар Старовірівського районного комітету КП(б)У Харківської області. Депутат Верховної Ради СРСР 3-го скликання.

## Життєпис
Народилася в селянській родині. У 1929 році закінчила курси трактористів і працювала трактористкою в колгоспі імені Ілліча Старовірівського району на Харківщині. Потім була піонервожатою неповної середньої школи в селі Третя Старовірівка.
З 1932 по 1935 рік навчалася в педагогічному технікумі. У 1935—1939 роках — студентка Харківського педагогічного інституту. Одночасно працювала пропагандистом Дзержинського районного комітету ЛКСМУ міста Харкова.
Член ВКП(б) з 1938 року.
У 1939—1941 роках — асистент кафедри економічної географії та аспірант Харківського педагогічного інституту.
На початку німецько-радянської війни у 1941 році була евакуйована до міста Самарканда Узбецької РСР, де працювала вчителькою середньої школи. Потім була завідувачем відділу пропаганди і агітації Багі-Шамальського районного комітету КП(б)Узбекистану міста Самарканда. У 1943 році повернулася до Харківської області.
У 1943—1945 роках — завідувач відділу пропаганди і агітації Старовірівського районного комітету КП(б)У Харківської області.
У 1945—1949 роках — 2-й секретар Старовірівського районного комітету КП(б)У Харківської області.
У березні 1949 — січні 1950 року — голова виконавчого комітету Старовірівської районної ради депутатів трудящих Харківської області.
У січні 1950 — після 1952 року — 1-й секретар Старовірівського районного комітету КП(б)У Харківської області.
Потім — на пенсії в селі Старовірівці Нововодолазького району Харківської області.

## Нагороди
- орден «Знак Пошани» (23.01.1948)
- медаль «За доблесну працю у Великій Вітчизняній війні 1941—1945 рр.»
- медалі